# Phare d'entrée de Grand Haven

Le phare d'entrée de Grand Haven (en anglais : Grand Haven South Pierhead Entrance Light), est l'un des deux phares du lac Michigan, situé sur la jetée sud de grand Haven où la Grand River entre dans le lac, dans le Comté d'Ottawa, Michigan.

## Historique
Un premier phare y a été allumé pour la première fois en 1839. Le phare actuel date de 1905. Il était équipé d'une lentille de Fresnel de quatrième ordre utilisée jusqu'en 1969/70 qui est maintenant exposée au Tri-Cities Historical Museum  à Grand Haven. Celle-ci a été remplacée par une optique plus moderne de 190 mm quand le phare a été automatisée.

### Statut actuel
Le phare a été mis en vente en 2009 en vertu de la National Historic Lighthouse Preservation Act (en). La ville de Grand Haven en a accepté la propriété et l'a loué au Grand Haven Lighthouse Conservancy. Le Corps du génie de l'armée des États-Unis en a effectué la restauration. Les deux phares sont accessibles par beau temps par la jetée.

## Description
Le phare actuel est une tour carrée en bois claire-voie, avec galerie et lanterne, de 11 m de haut, montée sur le bâtiment de signal de brouillard. La tour est entièrement peinte en rouge.
Son feu alternatif émet, à une hauteur focale de 13 m, une lumière rouge par période de 10 secondes. Sa portée est de 17 milles nautiques (environ 31.5 km). Il est équipé d'une corne de brume émettant deux souffles de deux secondes par période de 30 secondes du 1er avril au 1er novembre.

## Caractéristiques dufeu maritime
Fréquence : 10 secondes (R)
- Lumière : 1 seconde
- Obscurité : 9 secondes

Identifiant : ARLHS : USA-1078 ; USCG :  7-18965 .

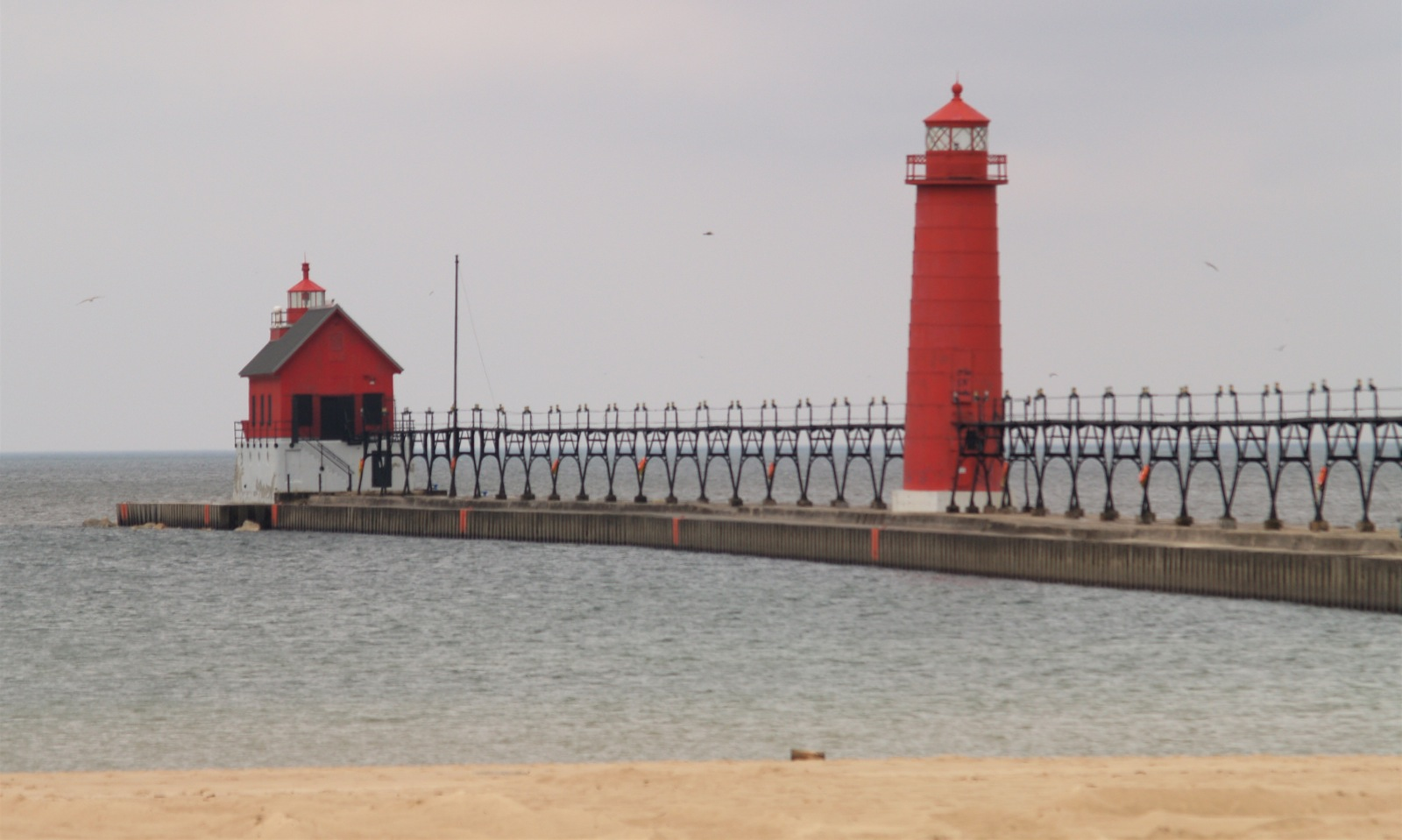
Les deux phares de Grand Haven
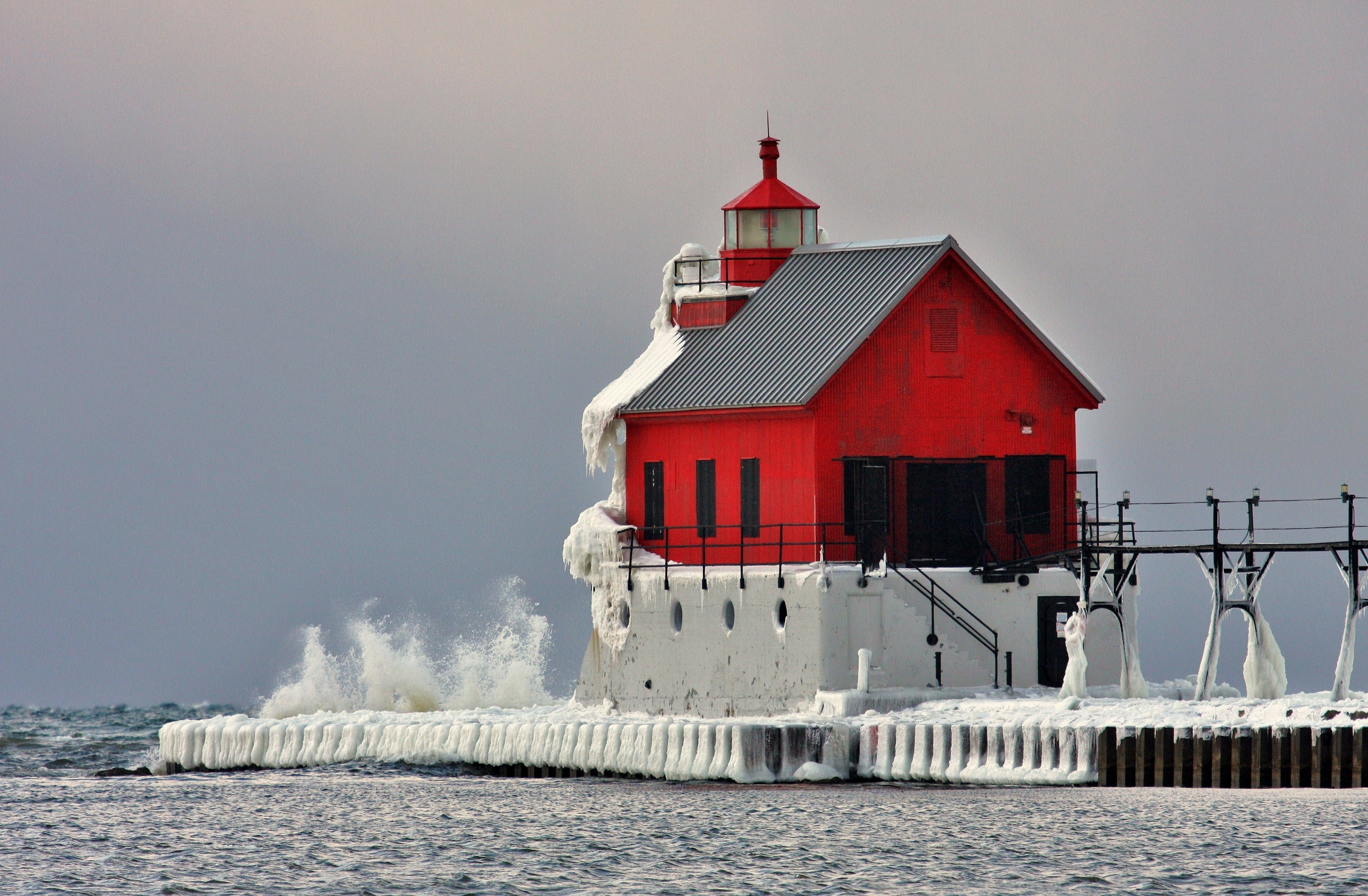
Le phare d'entrée
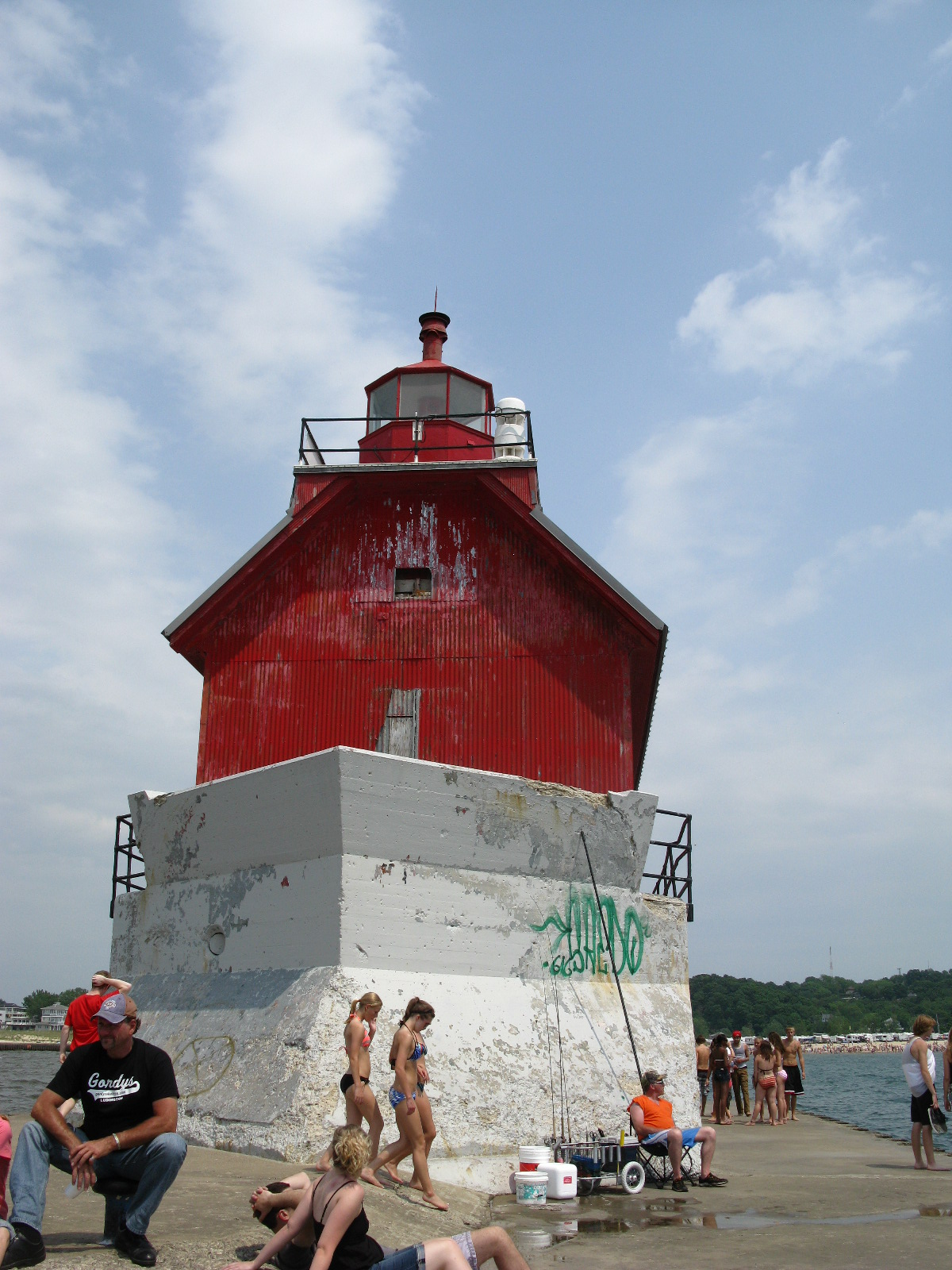
Le phare

### Lien connexe
- Liste des phares au Michigan